# Occidentodema clypealis
Occidentodema clypealis är en insektsart som beskrevs av Henry 2000. Occidentodema clypealis ingår i släktet Occidentodema och familjen ängsskinnbaggar. Inga underarter finns listade i Catalogue of Life.